# Karl Lindemann-Frommel
Karl Lindemann-Frommel (Markirch (Elzász), 1819. augusztus 19. – Róma, 1891. május 16.) német festőművész és litográfus, Manfred Lindemann-Frommel festő édesapja.

## Életútja
Nagybátyjának, Frommelnek, a karlsruhei képtár igazgatójának és Rottmannak volt tanítványa. 1844-től 1849-ig Olaszországban tartózkodott, azután Münchenben, majd Párizsban élt, végül Rómában telepedett le, ahol a római San Luca akadémia tanára volt. Finom kivitelű, részben színes kőrajzai közül nevezetesek: Róma, Nápoly, Firenze városok látképei; képek a pontinusi mocsarakból; 24 potsdami látkép. Legkiválóbb olajfestményei: Kolostorudvar Albanóban; La Spezia; Villa Mattei; Viareggio; Capri szigetén; A Neusi-tó mellett; A császári paloták romjai Rómában; Rocca di Papa; Villa Melini a Campagnában stb. Illusztrációkat is készített, így többek közt Gregorovius Capri című könyve számára. 